# Vinzenz Bronzin
Vinzenz Bronzin (ital. Vincenzo; * 4. Mai 1872 in Rovigno in Istrien; † 20. Dezember 1970 in Triest) war ein österreichisch-italienischer Mathematiker. 
Bronzin studierte unter anderem bei dem berühmten österreichischen Physiker Ludwig Boltzmann. Unter Eugenio Gelcich (Jelcic) war Bronzin zunächst Professor für „Politische Arithmetik“ an der königlichen und kaiserlichen Handels- und Nautischen Akademie in Triest, bevor er um 1910 deren Direktor wurde. Mit seinem 1908 veröffentlichten Büchlein Theorie der Prämiengeschäfte gilt er neben Louis Bachelier als ein wichtiger früher Wegbereiter der modernen Optionspreistheorie.
Zur Bewertung von Optionskontrakten griff Bronzin bei der Modellierung zukünftiger Preise von risikobehafteten Wertpapieren auf die im ersten Jahrzehnt des 20. Jahrhunderts erst rudimentär fundierte Wahrscheinlichkeitstheorie zurück. Dabei ging er von der Voraussetzung (Präferenz) der Risikoneutralität aus: 

„… dass im Moment des Abschlusses eines jeden Geschäftes beide Kontrahenten mit ganz gleichen Chancen dastehen, so dass für keine derselben im Voraus weder Gewinn noch Verlust anzunehmen ist; wir stellen uns also jedes Geschäft unter solchen Bedingungen abgeschlossen vor, dass die gesamten Hoffnungswerte des Gewinnes und des Verlustes im Moment des Kontrakts einander gleich seien, oder, den Verlust als negativen Gewinn auffassend, dass der gesamte Hoffnungswert des Gewinns für beide Kontrahenten der Null gleichkommen müsse.“

Aus diesem Grund entsprechen die von Bronzin entwickelten Optionspreisformeln bereits den heute immer noch gültigen Bewertungsformeln, die auf den Arbeiten von Fischer Black, Myron S. Scholes und Robert C. Merton beruhen. Allerdings benutzt das Optionspreismodell von Black und Scholes keine Präferenzen, insbesondere auch nicht die Voraussetzung der Risikoneutralität, sondern beruht einzig auf dem rationalen Argument der Arbitragefreiheit. Die Rechtfertigung von Optionspreisen auf der Grundlage der Arbitragefreiheit geht auf Merton zurück. Bronzins Arbeiten dagegen lassen nicht den Rückschluss zu, dass ihm das Argument der Arbitragefreiheit bereits bewusst gewesen ist.